# LXXXIII. Armeekorps (Wehrmacht)
Il LXXXIII. Armeekorps (83° Corpo d'armata) fu un corpo d'armata dell'esercito tedesco attivo durante la seconda guerra mondiale che venne creato nel maggio 1942 e venne schierato in Francia, dove venne sciolto nel maggio 1943 ed impiegato per costituire la 19. Armee.

## Storia
Il corpo d'armata fu costituito in Francia, il 25 maggio 1942 ed allo stesso tempo, lo stato maggiore veniva chiamato anche Armeegruppe Felber; il comando generale era dislocato nella Francia centrale, a sud-est di Parigi. Nel novembre 1942 prese parte all'occupazione della Francia meridionale (operazione Anton) ed il suo compito era quella di raggiungere Lione attraverso la valle della Saona, prendere Vichy con la fanteria motorizzata ed infine conquistare la zona di Clermont-Ferrand e Roanne con i gruppi d'assalto.
Dopo la fine dell'operazione il corpo venne schierato per la protezione costiera sulla costa mediterranea dal confine spagnolo a quello italiano. Il 26 agosto 1943, il corpo d'armata fu sciolto e lo stato maggiore fu impiegato per la costituzione della 19. Armee.

## Ordine di battaglia
LXXXIII. Armeekorps 22 dicembre 1942
- 328. Infanterie-Division
- 335. Infanterie-Division
- 326. Infanterie-Division
- 327. Infanterie-Division

LXXXIII. Armeekorps 7 luglio 1943
- 326. Infanterie-Division
- 388. Feldausbildungs-Division
- 356. Infanterie-Division
- 715. Infanterie-Division

## Comandanti
- General der Infanterie Hans Felber (25 maggio 1942 - 14 agosto 1943)
- General der Infanterie Georg von Sodenstern (14 agosto 1943 - 26 agosto 1943)[1]